# تجمع الديمقراطيين المستقلين
تجمع الديمقراطيين المستقلين هي كتلة سياسية انتخابية تأسست للمشاركة في انتخابات البرلمان العراقي كانون الثاني 2005 برئاسة عدنان الباجه جي، بالإضافة إلى سياسيين آخرين شغلوا مناصب مختلفة مثل وزير التخطيط مهدي الحافظ، ووزير الكهرباء السابق أيهم السامرائي ووكيل وزير الثقافة ميسون الدملوجي ووزير الإسكان والإعمار السابق عمر الفاروق الدملوجي، والسفير السابق عطا عبد الوهاب ووزيرة البيئة مشكاة المؤمن ووزيرة العمل والشؤون الاجتماعية ليلى عبد اللطيف التميمي والسياسي سعد عبد الرزاق حسين وغيرهم آخرون.
في انتخابات البرلمان العراقي كانون الأول 2005، انضم التجمع إلى القائمة العراقية الوطنية.